# Хлевен
Хлевѐн (до 29 юни 1942 г. Хамбарташ, Хамбартепе) (2639,7 m) е планински връх разположен на главното било на Северен Пирин, намира се между върховете Бойков връх от югоизток и безименен връх (2638,8 m) от северозапад. В югозападна посока от него се отделя Дебели рид, западно склоновете се спускат към долината на Третата (Демиркапийска) река, а в посока изток-североизток към Корнишкият циркус.
До 1942 г. върхът е носил името Хамбарташ (от турски Каменно хранилище), вероятно идващо от намиращата се южно от върха местност Каменните котари (кошари). Някога там е имало склад изграден от камъни за съхранение на храна. Преименуван е по административен път на Хлевен, като името става популярно и се използва и днес.